# 勝野正之
勝野 正之（かつの まさゆき、1960年1月22日 - 2019年12月21日）は、長野県木曽郡南木曽町出身の元サッカー選手、サッカー指導者。現役時代のポジションは、フォワード（FW）。

## 来歴
選手時代は西濃運輸サッカー部でフォワードとして活躍し、引退後は同サッカー部で監督を務めた。
2001年、FC岐阜の設立に関わり、東海社会人リーグ1部に昇格する2005年まで初代監督を務めた。2009年からFC岐阜SECONDのコーチを務め、2013年8月、辛島啓珠のトップチーム監督就任に伴い、SECONDの監督に就任した。2015年からは総監督を務める。
2019年12月21日、致死性不整脈のため死去。59歳没。

## 所属クラブ
- 長野県蘇南高等学校
- 大阪商業大学
- 西濃運輸サッカー部

## 指導歴
- 西濃運輸サッカー部 監督
- 2001年 -  FC岐阜
  - 2001年 - 2005年 トップチーム 監督
  - 2006年 ゼネラルマネージャー[6][7]
  - 2007年 - 2008年 育成普及部[8][9]
  - 2009年 - 2013年8月 SECOND コーチ
  - 2013年8月 - 2014年 SECOND 監督
  - 2015年 - 2016年 SECOND 総監督
  - 2017年 - 2018年 SECOND 監督
  - 2019年 - SECOND 総監督